# Karel Sladkovský

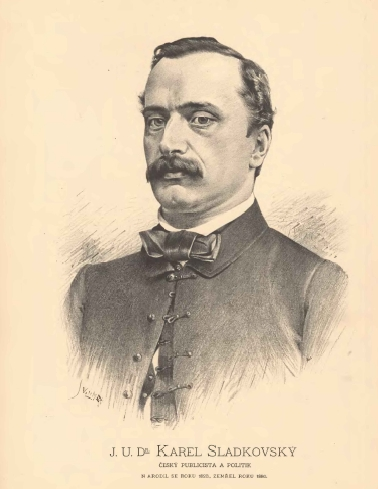
Porträt von Jan Vilímek

Karel Sladkovský (* 22. Juni 1823 in Prag-Kleinseite; † 4. März 1880 in Prag) war ein tschechischer Journalist und Politiker.
Karel Sladkovský beteiligte sich als Prager Studentenführer an der Revolution von 1848/49. Er wurde deswegen verhaftet und 1850 zum Tode verurteilt, zu 20 Jahren Kerker begnadigt und 1857 aufgrund einer Generalamnestie entlassen. 1861 erhielt er einen Nachlass der Straffolgen. Sladkovský war von 1862 bis 1880 mit Unterbrechungen Mitglied des Böhmischen Landtags. Er war Redakteur bei den Blättern Čas, Hlas und Národní listy. Er war ein führender Sprecher der tschechischen Nationalbewegung und Hauptredner bei der Grundsteinlegung des Nationaltheaters. Sladkovský war Mitbegründer der Jungtschechischen Partei 1874. Er und František Ladislav Rieger verhandelten mit der Regierung über die Rückkehr der tschechischen Abgeordneten in den Reichsrat. Im Jahr 1879 wurde Sladkovský in denselben gewählt, konnte sein Mandat wegen schlechter Gesundheit jedoch nicht mehr antreten.